# Makasar
Makasar (Makassar, v letech 1971—1997 Ujung Pandang, ale tento název se stále občas používá) je největší město na ostrově Sulawesi v Indonésii. Město má 1 469 601 obyvatel, s předměstími více než dva miliony.
Většinu obyvatel tvoří Makassarové a Bugiové. Město je důležitým obchodním přístavem, hlavními produkty jsou kopra, ryby, trepang a ratan. K dopravě slouží tradiční plavidla zvaná pinisi. Významný je i turistický ruch, ve městě se nachází velké zábavní centrum Trans Studio. Známý makassarský olej byl používán jako pomáda na vlasy. Nizozemci dobyli Makasar, někdejší součást portugalské říše, v roce 1667 a vybudovali pevnost Rotterdam. Ve městě sídlí Hasanuddinova univerzita, založená roku 1956.